# Johann Conrad Altherr
Johann Conrad Altherr (* 10. November 1797 in Teufen AR; † 11. April 1877 ebenda; heimatberechtigt in Teufen) war ein Schweizer Erfinder aus dem Kanton Appenzell Ausserrhoden.

## Leben

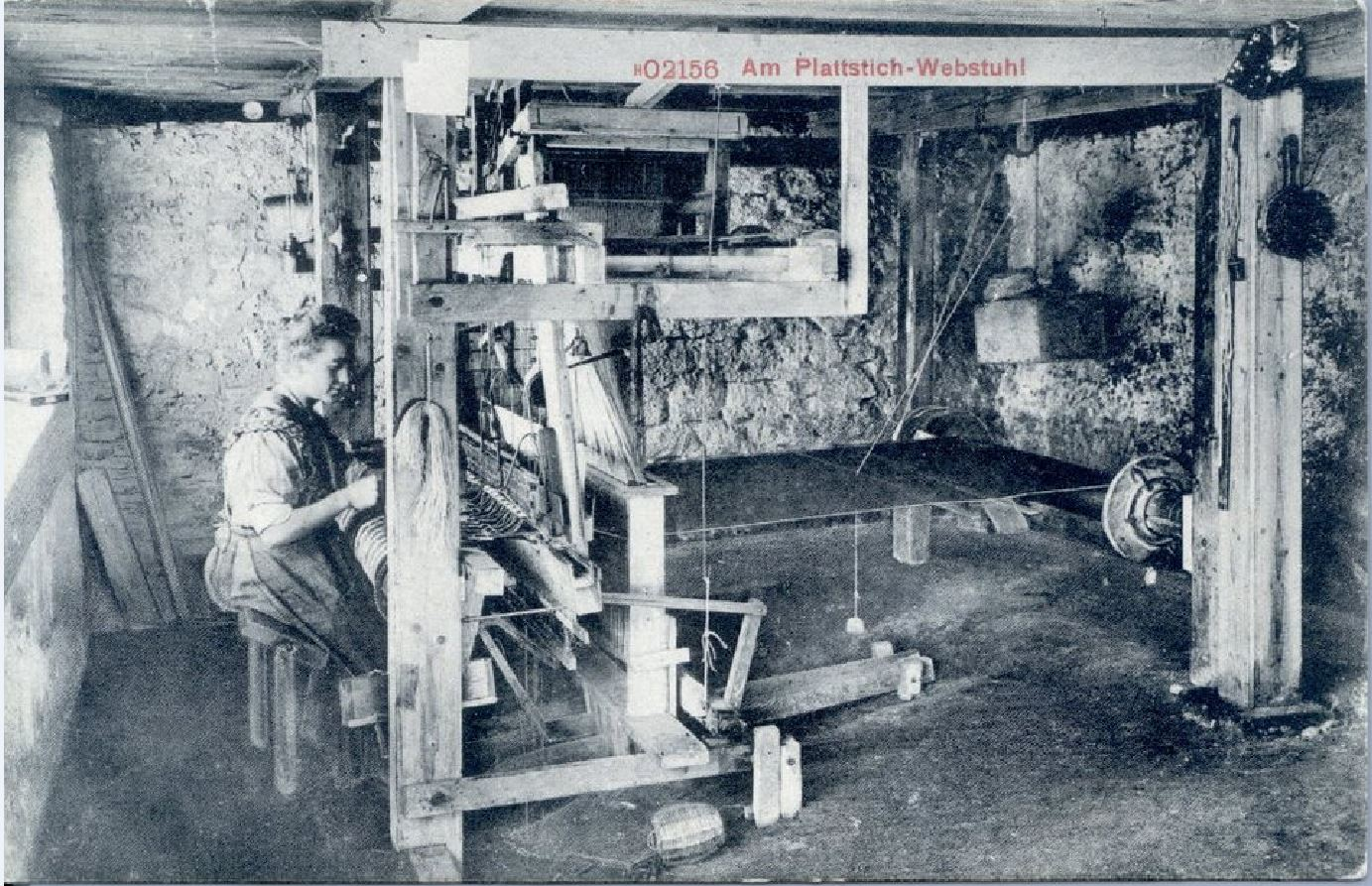
Frau an einem Plattstichwebstuhl in einem Webkeller in Appenzell Ausserrhoden. Postkarte, um 1910.

Johann Conrad Altherr war ein Sohn des Webers Daniel Altherr und von Anna Zellweger. 1819 heiratete er Anna Barbara Bodenmann, eine Tochter des Webfabrikanten Ulrich Bodenmann. Johann Conrad Altherr war zu dieser Zeit als Blattmacher und Anrüster und später selbst als Webfabrikant tätig.
Um 1823 erfand er die Plattstichplatte, die einzige bedeutsame Erfindung in der Ostschweizer Webereiindustrie. Seine Verbesserung des kurz zuvor aus Frankreich eingeführten Jacquardwebstuhls ermöglichte es, die entstehenden Gewebe gleichzeitig mit stickereiähnlichen Mustern zu versehen. Anfänglich war Johann Conrad Altherr heftigen Anfeindungen der Stickereifabrikanten ausgesetzt. Dennoch wurde die durch ihn erfundene Plattstichweberei ab den 1830er und 1840er Jahren zu einem der wichtigsten Erwerbszweige für Appenzell Ausserrhoden. Dazu trug vor allem die Verbindung Johann Conrad Altherrs, der in Teufen eine Fabrik mit rund 30 Plattstichwebstühlen betrieb, mit dem St. Galler Handelshaus Vinassa & Cie. bei.
1839/1840 war Johann Conrad Altherr in Teufen Ratsherr und Begründer einer naturwissenschaftlichen Gesellschaft.